# N.W.A. and the Posse
N.W.A. and the Posse è una raccolta degli N.W.A, pubblicata il 6 novembre 1987.

## Tracce
1. Boyz-n-the-Hood (Eazy-E) – 5:37
2. 8 Ball (Eazy-E) - 4:26
3. Dunk the Funk (Dr. Rock, The D.O.C., Fresh K) – 5:01
4. Scream (M. "Microphone Mike" Troy, Rappinstine) – 3:18
5. Drink It Up (Dr. Rock, Doc T, Fresh K) – 4:45
6. Panic Zone – (Krazy Dee, Dr. Dre, Arabian Prince) 3:33
7. L.A. Is the Place (Ice Cube) – 4:31
8. Dopeman (Eazy-E, Ice Cube) – 6:16
9. Tuffest Man Alive (Dr. Rock, Doc T, Fresh K) – 2:16
10. Fat Girl Eazy-E and Ron-De-Vu (Ice Cube) – 2:45
11. 3 the Hard Way (Dr. Rock, Doc T, Fresh K) – 4:10

## Formazione
- Dr. Dre - voce, campionatore, giradischi
- Eazy-E - voce
- Ice Cube - voce
- MC Ren - voce
- The D.O.C. -  voce
- Arabian Prince - voce
- DJ Yella - giradischi